# Postulado de Bertrand
O postulado de Bertrand, também conhecido como teorema de Tchebychev, por ter sido demonstrado por Pafnuti Tchebychev, diz que, se n > 3 é um número natural, então existe pelo menos um número primo p tal que n < p < 2n-2,que pode ser escrito elegantemente por n < p < 2n.